# Concili d'Arle del 353
El concili d'Arle del 353 fou una reunió de bisbes de l'Imperi Romà d'Occident, que es va celebrar l'hivern del 353 a la ciutat d'Arle convocat per l'emperador Constanci, que s'havia retirat a passar l'hivern a la ciutat just després de la mort del seu rival Magnenci a Lió.
A la cort de l'emerador es va presentar el legat del papa i diversos bisbes que demanaven permís per reunir-se a Aquileia i celebrar un concili per condemnar als arrians que operaven a la part oriental de l'Imperi, conforme a la promesa que havia fet Constanci. Però aquest tenia certes simpaties pels arrians i va ordenar reunir el concili a la mateixa Arle refusant el permís per fer-ho a Aquileia. L'emperador esperava que els bisbes arrians Valent i Ursaci portarien l'aigua al seu molí i a més volia fer condemnar a Sant Atanasi patriarca d'Alexandria, conforme a un decret que ja havia promulgat anteriorment. L'arrianisme efectivament va sortir reforçat del concili i sobre la condemna d'Atanasi, només Paulí bisbe de Treveris, es va oposar obertament a la condemna (el que li va valer l'exili) i molts altres bisbes van contemporitzar.